# Região Geográfica Imediata de Bauru
A Região Geográfica Imediata de Bauru é uma das 53 regiões imediatas do estado brasileiro de São Paulo, uma das quatro regiões imediatas que compõem a Região Geográfica Intermediária de Bauru e uma das 509 regiões imediatas no Brasil, criadas pelo IBGE em 2017.
É composta por 19 municípios, tendo uma população estimada pelo IBGE para 1.º de julho de 2017, de 648 833 habitantes e uma área total de 8 585,5 km².

## Municípios
Fonte: IBGE – Cidades
| Município         | População Estimada (2017) | Área (km²) |
| ----------------- | ------------------------- | ---------- |
| Agudos            | 36 880                    | 966.708    |
| Arealva           | 8 452                     | 504.973    |
| Avaí              | 5 337                     | 540.689    |
| Balbinos          | 5 188                     | 91.635     |
| Bauru             | 371 690                   | 667.684    |
| Borebi            | 2 577                     | 347.989    |
| Cabrália Paulista | 4 352                     | 239.974    |
| Duartina          | 12 549                    | 264.557    |
| Iacanga           | 11 343                    | 547.393    |
| Lençóis Paulista  | 67 185                    | 809.541    |
| Lucianópolis      | 2 381                     | 189.536    |
| Macatuba          | 17 111                    | 224.514    |
| Paulistânia       | 1 841                     | 256.178    |
| Pederneiras       | 45 708                    | 728.735    |
| Pirajuí           | 24 973                    | 823.758    |
| Piratininga       | 13 335                    | 402.409    |
| Presidente Alves  | 4 155                     | 286.642    |
| Reginópolis       | 9 042                     | 410.406    |
| Ubirajara         | 4 734                     | 282.179    |
| Total             | 648 833                   | 966,708    |